# Mack at It Again
Mack at It Again er en amerikansk stumfilm fra 1914 af Mack Sennett.